# Mae Giraci
Mae Georgia Giraci (22 de janeiro de 1910 – 10 de janeiro de 2006), também conhecida como May Giraci, May Garcia, May Geraci, May Giracci, May Giracia e Tina Rossi, foi uma atriz-mirim norte-americana que apareceu em filmes mudos entre 1915 e 1929. Ela foi descoberta pelo diretor Cecil B. DeMille e trabalhou com ele, e seu irmão William C. deMille. Ela faleceu de câncer colorretal em 2006.

## Filmografia selecionada
- A Daughter of the Poor (1917)
- Cheerful Givers (1917)[1]
- A Strange Transgressor (1917)
- For Better, for Worse (1919)
- The Lady of Red Butte (1919)
- The World and Its Woman (1919)
- The Son of Tarzan (1920)
- Reputation (1921)
- Miss Lulu Bett (1921)
- Lorna Doone (1922; creditada como May Giraci)[2]
- Secrets (1924)
- The Godless Girl (1929)